# Orbilia
Orbilia is een geslacht van schimmels dat behoort tot de familie Orbiliaceae. Het lecotype is Orbilia xanthostigma.

## Kenmerken
Het geslacht Orbilia is geplaatst in de klasse Orbiliomycetes. Samen met het geslacht Hyalorbilia zijn zij de enige geslachten van de familie Orbiliaceae waarvan geslachtelijke voortplanting bekend is. Hun anamorfen zijn onbekend, het zijn waarschijnlijk soorten die behoren tot andere geslachten van deze familie.
Soorten in het geslacht Orbilia zijn saprotrofe schimmels die op hout worden aangetroffen. Ze vormen geen steel, maar groeien direct op het mycelium. 
De schijfvormige apothecia zijn meestal felgekleurd of hyaliene. Ascosporen zijn klein (meestal minder dan 10 × 1 μm), hyaliene en ovaal of ellipsvormig.

## Foto's

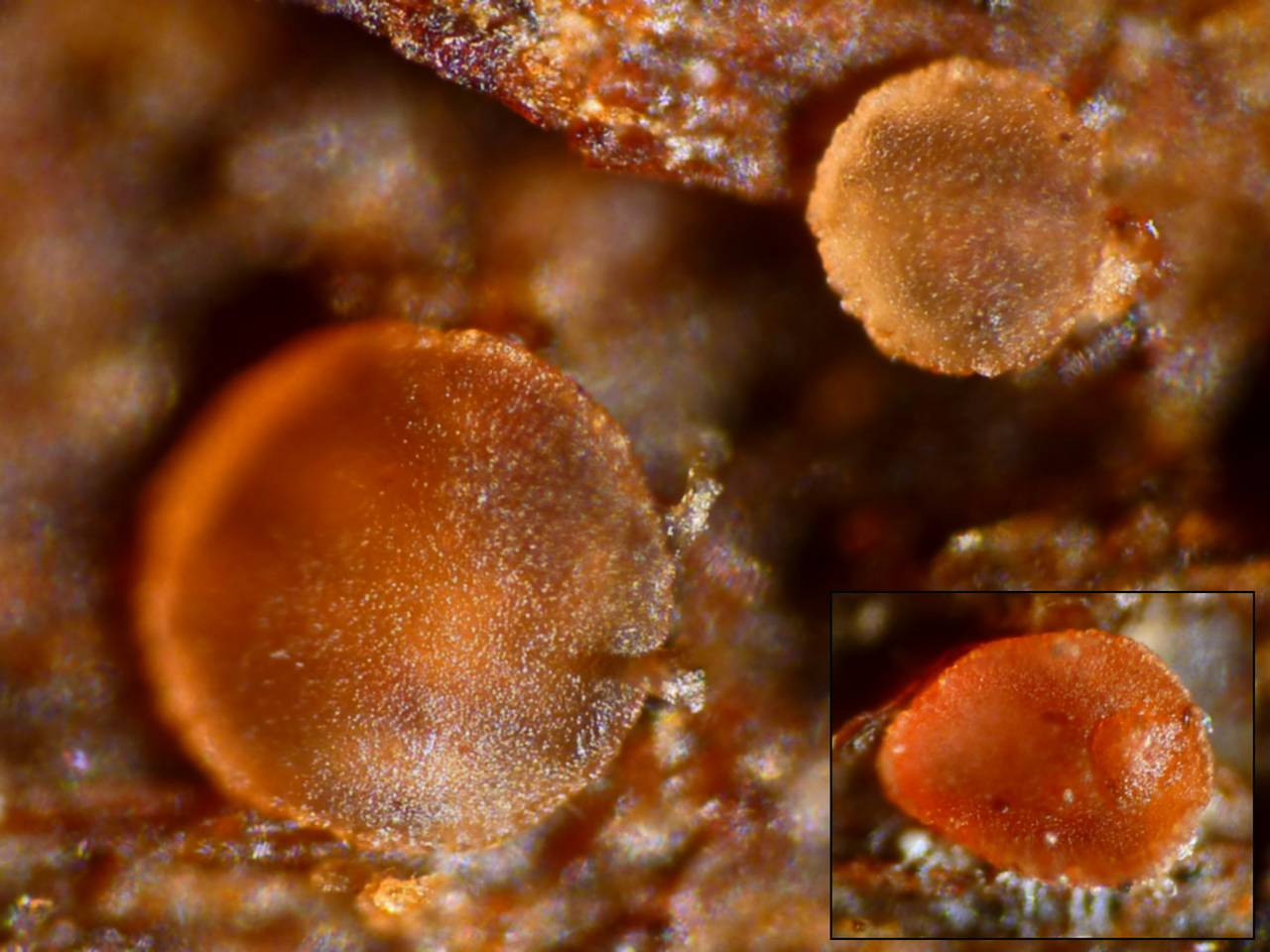
Wormsporig wasbekertje
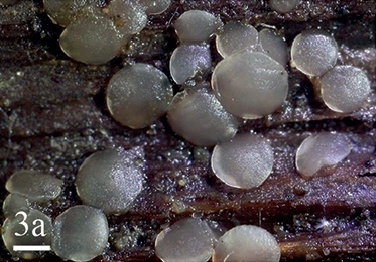
Stengelwasbekertje
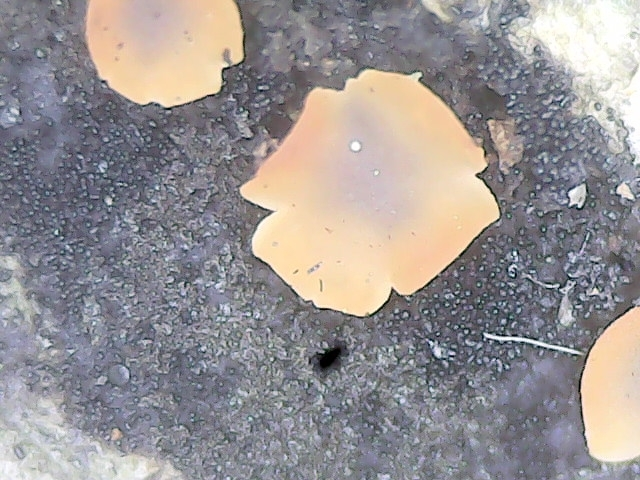
Langsporig wasbekertje
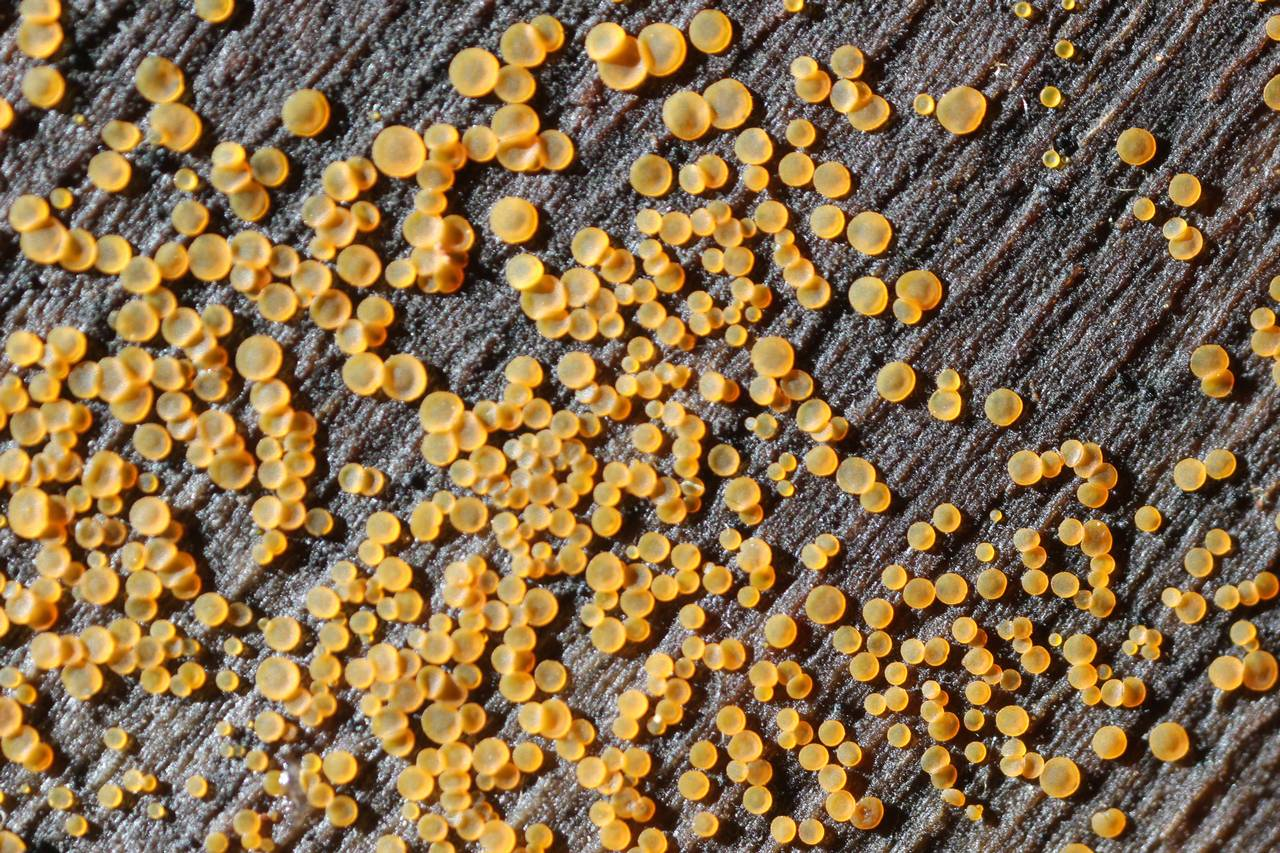
Niersporig wasbekertje

## Soorten
Volgens Index Fungorum telt het geslacht 504 soorten (peildatum april 2023):
| Soortnaam                                       | Auteur(s)                                                                     | Publicatiejaar |
| ----------------------------------------------- | ----------------------------------------------------------------------------- | -------------- |
| Orbilia abietina                                | Velen.                                                                        | 1947           |
| Orbilia abutilonis                              | E.K. Cash                                                                     | 1938           |
| Orbilia acaciae                                 | Baral & G. Marson                                                             | 2020           |
| Orbilia acicularis                              | Baral & Hong Y. Su                                                            | 2020           |
| Orbilia acuum                                   | Velen.                                                                        | 1934           |
| Orbilia adenocarpi                              | Baral, Quijada & Beltrán-Tej.                                                 | 2012           |
| Orbilia aethiopica                              | Baral & U. Lindem.                                                            | 2020           |
| Orbilia agyrioides                              | (Desm.) Quél.                                                                 | 1886           |
| Orbilia alba                                    | Dennis                                                                        | 1954           |
| Orbilia albidorosea                             | Baral & G. Marson                                                             | 2020           |
| Orbilia albomarginata                           | Rehm                                                                          | 1906           |
| Orbilia albovinosa                              | Baral                                                                         | 2020           |
| Orbilia algiseda                                | Velen.                                                                        | 1939           |
| Orbilia allantoobliqua                          | Baral & G. Marson                                                             | 2020           |
| Orbilia alnea (Rood wasbekertje)                | Velen.                                                                        | 1934           |
| Orbilia alpigena                                | Baral & E. Weber                                                              | 2020           |
| Orbilia amarilla                                | Quijada & Baral                                                               | 2018           |
| Orbilia amberina                                | Baral & G. Marson                                                             | 2020           |
| Orbilia angiosubvinosa                          | Baral, R. Tena & E. Weber                                                     | 2020           |
| Orbilia anguliobliqua                           | Baral & G. Marson                                                             | 2020           |
| Orbilia angustoaristata                         | Baral & G. Marson                                                             | 2020           |
| Orbilia angustoobliqua                          | Baral & G. Marson                                                             | 2020           |
| Orbilia anigozanthi                             | Baral & G. Marson                                                             | 2020           |
| Orbilia antenorea                               | (Sacc.) Sacc.                                                                 | 1889           |
| Orbilia aprilis (Vroeg wasbekertje)             | Velen.                                                                        | 1947           |
| Orbilia arachnopus                              | Baral & G. Marson                                                             | 2020           |
| Orbilia arachnovinosa                           | Baral & E. Weber                                                              | 2020           |
| Orbilia aradi                                   | Baral & G. Marson                                                             | 2020           |
| Orbilia aranea                                  | Svrček                                                                        | 1992           |
| Orbilia arcospora                               | Hong Y. Su, Y. Zhang bis & Baral                                              | 2011           |
| Orbilia aristata (Lepelsporig waskelkje)        | (Velen.) Velen.                                                               | 1947           |
| Orbilia arizonensis                             | Baral & G. Marson                                                             | 2020           |
| Orbilia arundinacea                             | Velen.                                                                        | 1934           |
| Orbilia asomatica                               | Baral, Quijada & Beltrán-Tej.                                                 | 2012           |
| Orbilia astrovinosa                             | Baral & G. Marson                                                             | 2020           |
| Orbilia asturiensis                             | Baral, E. Rubio & J. Linde                                                    | 2020           |
| Orbilia atlantis                                | Baral, Spooner & Hairaud                                                      | 2020           |
| Orbilia atriplicis                              | Baral                                                                         | 2020           |
| Orbilia atrolentiformis                         | Baral & G. Marson                                                             | 2020           |
| Orbilia atropurpurea                            | Clem.                                                                         | 1896           |
| Orbilia aurantiorubra (Wormsporig wasbekertje)  | Boud.                                                                         | 1906           |
| Orbilia aureocrenulata                          | Baral                                                                         | 2020           |
| Orbilia auricolor (Kromsporig wasbekertje)      | (A. Bloxam) Sacc.                                                             | 1889           |
| Orbilia australiensis                           | Baral & G. Marson                                                             | 2020           |
| Orbilia austrocylindrica                        | Baral & E. Weber                                                              | 2020           |
| Orbilia austroobtusispora                       | Baral & G. Marson                                                             | 2020           |
| Orbilia austroocculta                           | Baral & G. Marson                                                             | 2020           |
| Orbilia austropleiomicrosoma                    | Baral & G. Marson                                                             | 2020           |
| Orbilia austroregalis                           | Baral                                                                         | 2020           |
| Orbilia aviaristata                             | Baral & G. Marson                                                             | 2020           |
| Orbilia aviceps                                 | Baral & G. Marson                                                             | 2020           |
| Orbilia aviflagellata                           | Baral & G. Marson                                                             | 2020           |
| Orbilia bambusina                               | Baral                                                                         | 2020           |
| Orbilia bannaensis                              | Y. Zhang bis, Z.F. Yu & K.Q. Zhang                                            | 2006           |
| Orbilia barrowensis                             | Baral & G. Marson                                                             | 2020           |
| Orbilia basiflexa                               | Baral                                                                         | 2020           |
| Orbilia battenii                                | Baral & E. Weber                                                              | 2020           |
| Orbilia beatricis                               | Baral                                                                         | 2020           |
| Orbilia beltraniae                              | Quijada, Baral & G. Marson                                                    | 2017           |
| Orbilia bembicodes                              | (Drechsler) E. Weber & Baral                                                  | 2020           |
| Orbilia bicknellensis                           | Baral & G. Marson                                                             | 2020           |
| Orbilia binchuanensis                           | Baral & Hong Y. Su                                                            | 2020           |
| Orbilia blumenaviensis                          | (Henn.) Baral & E. Weber                                                      | 2012           |
| Orbilia bomiensis                               | B. Liu, Xing Z. Liu & W.Y. Zhuang                                             | 2006           |
| Orbilia brachychitonis                          | Baral & G. Marson                                                             | 2020           |
| Orbilia brasiliensis                            | (Speg.) Sacc.                                                                 | 1889           |
| Orbilia brettii                                 | O. Ceska, Baral, G. Marson & E. Weber                                         | 2020           |
| Orbilia breviaristata                           | Baral, Priou & G. Marson                                                      | 2020           |
| Orbilia breviasca                               | Henn.                                                                         | 1908           |
| Orbilia brevicauda                              | Y. Zhang bis, Baral & K.Q. Zhang                                              | 2009           |
| Orbilia breviclava                              | Baral                                                                         | 2020           |
| Orbilia brochopaga                              | (Drechsler) Baral, E. Weber, Bin Liu & Z.F. Yu                                | 2020           |
| Orbilia cactacearum                             | Baral & G. Marson                                                             | 2020           |
| Orbilia caesia                                  | Rick                                                                          | 1932           |
| Orbilia calamaria                               | (Ces.) Sacc.                                                                  | 1889           |
| Orbilia calyptrata                              | Baral & G. Marson                                                             | 2020           |
| Orbilia canadensis                              | Baral & G. Marson                                                             | 2020           |
| Orbilia carminorosea                            | Baral                                                                         | 2020           |
| Orbilia carnegieae                              | Baral & G. Marson                                                             | 2020           |
| Orbilia carpathica                              | Velen.                                                                        | 1934           |
| Orbilia carpoboloides (Speerwasbekertje)        | (P. Crouan & H. Crouan) Baral                                                 | 1994           |
| Orbilia caudata                                 | Starbäck                                                                      | 1899           |
| Orbilia caudimaeandrina                         | Baral & G. Marson                                                             | 2020           |
| Orbilia caulicola                               | Baral & G. Marson                                                             | 2020           |
| Orbilia cejpii                                  | Velen.                                                                        | 1934           |
| Orbilia cercidicola                             | Baral, G. Marson & E.S. Popov                                                 | 2020           |
| Orbilia cercocarpi                              | Baral & G. Marson                                                             | 2020           |
| Orbilia chlorina                                | Rick                                                                          | 1932           |
| Orbilia circinella                              | (Pat.) Sacc.                                                                  | 1889           |
| Orbilia cisti                                   | Baral & E. Weber                                                              | 2020           |
| Orbilia cladodes                                | (Drechsler) E. Weber & Baral                                                  | 2020           |
| Orbilia clavipisca                              | Baral & G. Marson                                                             | 2020           |
| Orbilia clavispora                              | (J. Chen, L.L. Xu, B. Liu & Xing Z. Liu) Baral, E. Weber, P. Perz & G. Marson | 2020           |
| Orbilia clavuliaristata                         | Baral & E. Weber                                                              | 2020           |
| Orbilia clavuliformis (Knotsvormig wasbekertje) | Baral & G. Marson                                                             | 2020           |
| Orbilia coccinella                              | Fr.                                                                           | 1849           |
| Orbilia coccostigma                             | (Wallr.) Sacc.                                                                | 1889           |
| Orbilia cocois                                  | Baral                                                                         | 2020           |
| Orbilia colombiana                              | Baral & Priou                                                                 | 2020           |
| Orbilia comma (Kommasporig wasbekertje)         | Graddon                                                                       | 1977           |
| Orbilia commarosa                               | Baral & G. Marson                                                             | 2020           |
| Orbilia concoloris                              | Baral & G. Marson                                                             | 2020           |
| Orbilia coniferarum                             | Baral & E. Weber                                                              | 2020           |
| Orbilia connata                                 | Velen.                                                                        | 1934           |
| Orbilia cookei                                  | Baral                                                                         | 2020           |
| Orbilia corculispora                            | Baral & G. Marson                                                             | 2005           |
| Orbilia coronohesperidea                        | Baral                                                                         | 2020           |
| Orbilia corticalis                              | Velen.                                                                        | 1934           |
| Orbilia cotoneastri                             | Velen.                                                                        | 1934           |
| Orbilia crenatofalcata                          | Baral & Tello                                                                 | 2020           |
| Orbilia crenatomarginata                        | (Höhn.) Sacc. & Trotter                                                       | 1913           |
| Orbilia crenatonemaspora                        | Baral & Hong Y. Su                                                            | 2020           |
| Orbilia crenatovinosa                           | Baral & Friebes                                                               | 2020           |
| Orbilia crenulatolobata                         | Höhn.                                                                         | 1907           |
| Orbilia crocina                                 | (Mont. & Fr.) Sacc.                                                           | 1889           |
| Orbilia cruenta                                 | (Schwein.) Morgan                                                             | 1902           |
| Orbilia cryptocarpa                             | Svrček                                                                        | 1986           |
| Orbilia cryptogena                              | Baral & G. Marson                                                             | 2020           |
| Orbilia crystallina                             | Rodway                                                                        | 1920           |
| Orbilia cucumispora                             | Baral & G. Marson                                                             | 2020           |
| Orbilia cucurbitae                              | (W.R. Gerard) Seaver                                                          | 1951           |
| Orbilia cunninghamii                            | Syd.                                                                          | 1924           |
| Orbilia cupressi                                | Baral & E. Weber                                                              | 2020           |
| Orbilia cupularis                               | Baral & G. Marson                                                             | 2020           |
| Orbilia curvatimyriella                         | Baral & G. Marson                                                             | 2020           |
| Orbilia curvatinavajoana                        | Baral & G. Marson                                                             | 2020           |
| Orbilia curvatiobliqua                          | Baral                                                                         | 2020           |
| Orbilia curvatispora                            | Boud.                                                                         | 1889           |
| Orbilia curvatitrapeziformis                    | Baral, G. Marson & Quijada                                                    | 2020           |
| Orbilia curvativitalbae                         | Baral & G. Marson                                                             | 2020           |
| Orbilia cyathea (Trechterwasbekertje)           | Velen.                                                                        | 1934           |
| Orbilia cylindrosoma                            | Baral, E. Weber & G. Marson                                                   | 2020           |
| Orbilia cylindrospora                           | Baral, E. Weber & G. Marson                                                   | 2020           |
| Orbilia cyparissias                             | Velen.                                                                        | 1934           |
| Orbilia dalmatica                               | Baral                                                                         | 2020           |
| Orbilia daphnina                                | Velen.                                                                        | 1934           |
| Orbilia decipiens (Oranjebruin wasbekertje)     | (W. Phillips) Sacc.                                                           | 1889           |
| Orbilia delphinus                               | Baral & G. Marson                                                             | 2020           |
| Orbilia denticulata                             | Baral, R. Galán & G. Marson                                                   | 2020           |
| Orbilia desertorum                              | Baral & Priou                                                                 | 2020           |
| Orbilia disseminata                             | (Henn.) Baral & E. Weber                                                      | 2020           |
| Orbilia divisa                                  | Velen.                                                                        | 1934           |
| Orbilia dixiensis                               | Baral & G. Marson                                                             | 2020           |
| Orbilia dorsalis                                | Y. Zhang bis, Z.F. Yu & K.Q. Zhang                                            | 2007           |
| Orbilia drepanispora                            | Lindau                                                                        | 1903           |
| Orbilia dryadum                                 | (Velen.) Baral & E. Weber                                                     | 2016           |
| Orbilia ebuli                                   | Svrček                                                                        | 1987           |
| Orbilia edulis                                  | Baral & E. Weber                                                              | 2020           |
| Orbilia ektophysata                             | Velen.                                                                        | 1947           |
| Orbilia elegans                                 | (Oudem.) Baral, A. Rubner, E. Weber & Van Ryck.                               | 2020           |
| Orbilia ellipsospora                            | (Preuss) Bin Liu, E. Weber & Baral                                            | 2020           |
| Orbilia emarginata                              | Velen.                                                                        | 1934           |
| Orbilia epilobii                                | Baral & E. Weber                                                              | 2020           |
| Orbilia epipora (Melkwasbekertje)               | (Nyl.) P. Karst.                                                              | 1870           |
| Orbilia eremaeae                                | Baral                                                                         | 2020           |
| Orbilia eucalypti                               | (W. Phillips & Harkn.) Sacc.                                                  | 1889           |
| Orbilia euonymi (Rondsporig wasbekertje)        | Velen.                                                                        | 1934           |
| Orbilia euphorbiae                              | (Henn.) Svrček                                                                | 1974           |
| Orbilia exigua                                  | Velen.                                                                        | 1934           |
| Orbilia fabacearum                              | Baral & G. Marson                                                             | 2020           |
| Orbilia fairmanii                               | (Rehm) Seaver                                                                 | 1951           |
| Orbilia falciformis                             | Z.F. Yu, Baral & K.Q. Zhang                                                   | 2009           |
| Orbilia farnesianae                             | Baral                                                                         | 2020           |
| Orbilia fici                                    | E.K. Cash & Corner                                                            | 1958           |
| Orbilia ficicola                                | G. Marson, Baral & E. Weber                                                   | 2020           |
| Orbilia filiformis                              | Baral, E. Weber & P. Perz                                                     | 2020           |
| Orbilia fimbriata                               | Baral & G. Marson                                                             | 2020           |
| Orbilia fimicola                                | Jeng & J.C. Krug                                                              | 1977           |
| Orbilia fimicoloides                            | J. Webster & Spooner                                                          | 1998           |
| Orbilia flagellispora                           | (Raitv. & R. Galán) Baral & G. Marson                                         | 2020           |
| Orbilia flavidorosella                          | Rehm                                                                          | 1894           |
| Orbilia flavovacuolata                          | Baral & E. Weber                                                              | 2020           |
| Orbilia flavoviridis                            | (P. Crouan & H. Crouan) Quél.                                                 | 1886           |
| Orbilia flexisoma                               | Baral & G. Marson                                                             | 2020           |
| Orbilia flexispora                              | Spooner                                                                       | 1987           |
| Orbilia floridensis                             | Baral                                                                         | 2020           |
| Orbilia foliicola                               | Baral & E. Weber                                                              | 2020           |
| Orbilia frangulae                               | G. Marson, Baral & E. Weber                                                   | 2020           |
| Orbilia fraxini                                 | Baral & P. Perz                                                               | 2020           |
| Orbilia frullaniae                              | Baral & Priou                                                                 | 2020           |
| Orbilia fugax                                   | Sacc., E. Bommer & M. Rousseau                                                | 1890           |
| Orbilia fuscopallida                            | Henn.                                                                         | 1903           |
| Orbilia fusiformis                              | Baral & Hong Y. Su                                                            | 2020           |
| Orbilia gaillardii                              | Sacc.                                                                         | 1889           |
| Orbilia gambelii                                | Baral & G. Marson                                                             | 2005           |
| Orbilia geijerae                                | Baral                                                                         | 2020           |
| Orbilia gemma                                   | Baral & G. Marson                                                             | 2020           |
| Orbilia georgiana                               | Y.Y. Shao, Baral & Bin Liu                                                    | 2018           |
| Orbilia glacialis                               | Rehm                                                                          | 1891           |
| Orbilia graminis                                | Baral & G. Marson                                                             | 2020           |
| Orbilia granulosa                               | Velen.                                                                        | 1934           |
| Orbilia gregorii                                | Baral                                                                         | 2020           |
| Orbilia griseocarnea                            | Henn.                                                                         | 1902           |
| Orbilia guyanensis                              | Baral                                                                         | 2020           |
| Orbilia haematites                              | (Wallr.) Sacc.                                                                | 1889           |
| Orbilia halimi                                  | Baral & E. Weber                                                              | 2020           |
| Orbilia helicoobliqua                           | Baral & G. Marson                                                             | 2020           |
| Orbilia helicovinosa                            | Baral                                                                         | 2020           |
| Orbilia herbarum                                | Velen.                                                                        | 1934           |
| Orbilia hesperidea                              | Rolland                                                                       | 1901           |
| Orbilia hoana                                   | Baral, Hong Y. Su & Y.C. Su                                                   | 2020           |
| Orbilia hyalinula                               | (Nyl.) P. Karst.                                                              | 1871           |
| Orbilia idahoensis                              | Baral & G. Marson                                                             | 2020           |
| Orbilia jacaensis                               | Baral, Priou & E. Weber                                                       | 2020           |
| Orbilia javanica                                | (Rifai & R.C. Cooke) Bin Liu, Baral & E. Weber                                | 2020           |
| Orbilia jesu-laurae                             | Quijada, Beltrán-Tejera, Pfister & Baral                                      | 2019           |
| Orbilia jinguangsiensis                         | Baral & Hong Y. Su                                                            | 2020           |
| Orbilia jugulospora                             | Baral                                                                         | 2014           |
| Orbilia junci                                   | Kohlm., Baral & Volkm.-Kohlm.                                                 | 1998           |
| Orbilia juniperi                                | Velen.                                                                        | 1934           |
| Orbilia jurana                                  | Baral                                                                         | 2020           |
| Orbilia juruensis                               | Henn.                                                                         | 1904           |
| Orbilia kingsiana                               | Baral & G. Marson                                                             | 2020           |
| Orbilia lacrimispora                            | Baral & G. Marson                                                             | 2020           |
| Orbilia laevimarginata                          | Baral, Y. Zhang bis & Z.F. Yu                                                 | 2015           |
| Orbilia lamarcheae                              | Baral                                                                         | 2020           |
| Orbilia lancicula                               | (Mont.) Pat. & Gaillard                                                       | 1898           |
| Orbilia lanternae                               | Baral & G. Marson                                                             | 2020           |
| Orbilia latispora                               | (Hong Y. Su & X.Y. Yang) Baral, Ying Zhang & E. Weber                         | 2020           |
| Orbilia leightonii                              | (W. Phillips) Sacc.                                                           | 1889           |
| Orbilia lentiformis                             | Baral & G. Marson                                                             | 2020           |
| Orbilia leporina                                | Velen.                                                                        | 1947           |
| Orbilia leucostigma (Bleek wasbekertje)         | (Fr.) Fr.                                                                     | 1849           |
| Orbilia lilacina                                | Baral & G. Marson                                                             | 2020           |
| Orbilia liliputiana                             | Baral, Quijada & E. Weber                                                     | 2020           |
| Orbilia limoniformis                            | Baral, Hong Y. Su & X.J. Su                                                   | 2011           |
| Orbilia limpida                                 | Kobayasi                                                                      | 1939           |
| Orbilia linata                                  | Velen.                                                                        | 1934           |
| Orbilia livistonae                              | Baral                                                                         | 2020           |
| Orbilia lobeliae                                | Baral                                                                         | 2020           |
| Orbilia loci-simiarum                           | Henn.                                                                         | 1902           |
| Orbilia lupini                                  | Velen.                                                                        | 1947           |
| Orbilia luteola                                 | (Roum.) McPartl.                                                              | 1997           |
| Orbilia luteorubella (Verkleurwasbekertje)      | (Nyl.) P. Karst.                                                              | 1870           |
| Orbilia luzularum                               | Velen.                                                                        | 1934           |
| Orbilia lysipaga                                | (Drechsler) Bin Liu, Baral & E. Weber                                         | 2020           |
| Orbilia macroasca                               | Baral & G. Marson                                                             | 2020           |
| Orbilia macrocarpa                              | Baral & G. Marson                                                             | 2020           |
| Orbilia macrodelphinus                          | Baral & G. Marson                                                             | 2020           |
| Orbilia macrohesperidea                         | Baral & G. Marson                                                             | 2020           |
| Orbilia macroserpens                            | Baral & G. Marson                                                             | 2020           |
| Orbilia macrospora                              | Penz. & Sacc.                                                                 | 1902           |
| Orbilia macrotrapeziformis                      | Baral & E. Weber                                                              | 2020           |
| Orbilia maeandrina                              | Baral & G. Marson                                                             | 2020           |
| Orbilia magnifica                               | Baral & G. Marson                                                             | 2020           |
| Orbilia mali                                    | Baral                                                                         | 2020           |
| Orbilia mammifera                               | Baral                                                                         | 2020           |
| Orbilia mammillata                              | (S.M. Dixon) Baral & E. Weber                                                 | 2020           |
| Orbilia martinicensis                           | Baral, Priou & Lechat                                                         | 2020           |
| Orbilia medicaginis                             | (Fautrey & Roum.) Sacc.                                                       | 1895           |
| Orbilia megahesperidea                          | Baral & G. Marson                                                             | 2020           |
| Orbilia megaocculta                             | Baral                                                                         | 2020           |
| Orbilia menageshae                              | Baral & U. Lindem.                                                            | 2020           |
| Orbilia mesaverdiana                            | Baral & G. Marson                                                             | 2020           |
| Orbilia microclava                              | Velen.                                                                        | 1934           |
| Orbilia microlentiformis                        | Baral                                                                         | 2020           |
| Orbilia microserpens                            | Baral                                                                         | 2020           |
| Orbilia microsoma                               | Baral, G. Marson & E. Weber                                                   | 2020           |
| Orbilia milinana                                | B. Liu, Xing Z. Liu, W.Y. Zhuang & Baral                                      | 2006           |
| Orbilia miniata                                 | (Batsch) Sacc.                                                                | 1889           |
| Orbilia minutispora                             | Velen.                                                                        | 1934           |
| Orbilia mirabilis                               | Baral, G. Marson & E. Weber                                                   | 2020           |
| Orbilia mitracea                                | Velen.                                                                        | 1934           |
| Orbilia mongolica                               | Baral                                                                         | 2020           |
| Orbilia montigena                               | Baral & E. Weber                                                              | 2020           |
| Orbilia multiaustraliensis                      | Baral & G. Marson                                                             | 2020           |
| Orbilia multiaustrocylindrica                   | Baral                                                                         | 2020           |
| Orbilia multicercocarpi                         | Baral & G. Marson                                                             | 2020           |
| Orbilia multicreosoteris                        | Baral & G. Marson                                                             | 2020           |
| Orbilia multicurvula                            | Baral & G. Marson                                                             | 2020           |
| Orbilia multidelphinus                          | Baral                                                                         | 2020           |
| Orbilia multiformis                             | (Dowsett, J. Reid & Kalkat) E. Weber & Baral                                  | 2020           |
| Orbilia multigambelii                           | Baral & G. Marson                                                             | 2020           |
| Orbilia multihamulata                           | Baral & G. Marson                                                             | 2020           |
| Orbilia multimaeandrina                         | Baral & G. Marson                                                             | 2020           |
| Orbilia multinanosoma                           | Baral                                                                         | 2020           |
| Orbilia multiphanosoma                          | Baral & G. Marson                                                             | 2020           |
| Orbilia multiserpens                            | Baral & G. Marson                                                             | 2020           |
| Orbilia multitrapezoidea                        | Baral & G. Marson                                                             | 2020           |
| Orbilia multiurosperma                          | Baral & G. Marson                                                             | 2020           |
| Orbilia multivinosa                             | Baral & G. Marson                                                             | 2020           |
| Orbilia multivirgula                            | Baral & G. Marson                                                             | 2020           |
| Orbilia myriella                                | Baral & G. Marson                                                             | 2020           |
| Orbilia myrioauris                              | Baral & G. Marson                                                             | 2020           |
| Orbilia myrioaustraliensis                      | Baral & E. Weber                                                              | 2020           |
| Orbilia myrioeuonymi                            | Baral & G. Marson                                                             | 2020           |
| Orbilia myrioflexa                              | Baral                                                                         | 2020           |
| Orbilia myriofusiclava                          | Baral & G. Marson                                                             | 2020           |
| Orbilia myriofusoidea                           | Baral                                                                         | 2020           |
| Orbilia myriohesperidea                         | Baral                                                                         | 2020           |
| Orbilia myriolentiformis                        | Baral & G. Marson                                                             | 2020           |
| Orbilia myriolilacina                           | Baral & G. Marson                                                             | 2020           |
| Orbilia myriomuscula                            | Baral & G. Marson                                                             | 2020           |
| Orbilia myrionamibica                           | Baral                                                                         | 2020           |
| Orbilia myrionanosoma                           | Baral & G. Marson                                                             | 2020           |
| Orbilia myrioobliqua                            | Baral & G. Marson                                                             | 2020           |
| Orbilia myrioolneyae                            | Baral & G. Marson                                                             | 2020           |
| Orbilia myriophanosoma                          | Baral & G. Marson                                                             | 2020           |
| Orbilia myriopseudoregalis                      | Baral & G. Marson                                                             | 2020           |
| Orbilia myriosphaera                            | Baral & E. Weber                                                              | 2020           |
| Orbilia myriourosperma                          | Baral & G. Marson                                                             | 2020           |
| Orbilia myristicae                              | Henn.                                                                         | 1902           |
| Orbilia namibica                                | Baral & G. Marson                                                             | 2020           |
| Orbilia nanosperma                              | Baral & G. Marson                                                             | 2020           |
| Orbilia naumburgensis                           | Baral & E. Weber                                                              | 2020           |
| Orbilia navajoana                               | Baral & G. Marson                                                             | 2020           |
| Orbilia navicularis                             | S. Tello, Baral & E. Weber                                                    | 2020           |
| Orbilia neglecta                                | Penz. & Sacc.                                                                 | 1902           |
| Orbilia nemaspora                               | Baral, Bin Liu, A.I. Romero, Healy & Pfister                                  | 2020           |
| Orbilia neocomma                                | Baral, S.F. Li, J.W. Guo, Z.F. Yu & G. Marson                                 | 2020           |
| Orbilia nothoaprilis                            | Baral                                                                         | 2020           |
| Orbilia nothovinosa                             | Baral                                                                         | 2020           |
| Orbilia obtusispora                             | Baral & E. Weber                                                              | 2020           |
| Orbilia ocellata                                | Baral, G. Marson & E. Weber                                                   | 2020           |
| Orbilia octocercocarpi                          | Baral & E. Weber                                                              | 2020           |
| Orbilia octocorculispora                        | R. Tena, Baral & E. Weber                                                     | 2020           |
| Orbilia octoserpentina                          | Baral & G. Marson                                                             | 2020           |
| Orbilia octosporoides                           | Baral & G. Marson                                                             | 2020           |
| Orbilia oculifuga                               | Quél.                                                                         | 1881           |
| Orbilia oligospora                              | (Fresen.) Baral & E. Weber                                                    | 2020           |
| Orbilia olivacea                                | Baral & G. Marson                                                             | 2020           |
| Orbilia ophiosoma                               | Baral & G. Marson                                                             | 2020           |
| Orbilia orientalis                              | (Raitv.) Baral                                                                | 1999           |
| Orbilia osteospermae                            | Baral & G. Marson                                                             | 2020           |
| Orbilia ovalis                                  | Baral & G. Marson                                                             | 2020           |
| Orbilia ovoidea                                 | Baral & G. Marson                                                             | 2020           |
| Orbilia oxyspora                                | (Sacc. & Marchal) E. Weber & Baral                                            | 2020           |
| Orbilia palmicola                               | Baral                                                                         | 2020           |
| Orbilia paloverdensis                           | Baral & G. Marson                                                             | 2020           |
| Orbilia pannorum                                | J. Schröt.                                                                    | 1893           |
| Orbilia paracaudata                             | Baral & G. Marson                                                             | 2020           |
| Orbilia paracylindrospora                       | Baral & E. Weber                                                              | 2020           |
| Orbilia paradoxoides                            | Baral                                                                         | 2020           |
| Orbilia paramontigena                           | Baral, Bometón & E. Weber                                                     | 2020           |
| Orbilia paraobliqua                             | Baral & G. Marson                                                             | 2020           |
| Orbilia paravitalbae                            | Baral, E. Weber, Priou & Tena                                                 | 2020           |
| Orbilia parviclava                              | Baral                                                                         | 2020           |
| Orbilia parvula                                 | Velen.                                                                        | 1934           |
| Orbilia patellarioides                          | Baral & G. Marson                                                             | 2020           |
| Orbilia pellucida                               | Velen.                                                                        | 1934           |
| Orbilia peltigerae                              | (Fuckel) Sacc.                                                                | 1889           |
| Orbilia phanosoma                               | Baral & G. Marson                                                             | 2020           |
| Orbilia phragmitis                              | Baral                                                                         | 2020           |
| Orbilia phragmotricha                           | Baral, E. Weber & L.G. Krieglst.                                              | 2007           |
| Orbilia picea                                   | Velen.                                                                        | 1934           |
| Orbilia pileosoma                               | Baral & G. Marson                                                             | 2020           |
| Orbilia pilifera                                | Baral & R. Galán                                                              | 2011           |
| Orbilia piloboloides                            | J.H. Haines & Egger                                                           | 1982           |
| Orbilia pilosa                                  | (Dennis) Baral                                                                | 1994           |
| Orbilia pisciculus                              | Baral & G. Marson                                                             | 2020           |
| Orbilia pisciformis                             | Baral, Quijada & Beltrán-Tej.                                                 | 2012           |
| Orbilia pleioalbidorosea                        | Baral                                                                         | 2020           |
| Orbilia pleioaustraliensis                      | Baral & G. Marson                                                             | 2020           |
| Orbilia pleioaustrocylindrica                   | Baral, G. Marson & E. Weber                                                   | 2020           |
| Orbilia pleiocoronohesperidea                   | Baral & G. Marson                                                             | 2020           |
| Orbilia pleiocrescens                           | Baral & G. Marson                                                             | 2020           |
| Orbilia pleioeuonymi                            | Baral, G. Marson & Priou                                                      | 2020           |
| Orbilia pleiogambelii                           | Baral                                                                         | 2020           |
| Orbilia pleiohesperidea                         | Baral                                                                         | 2020           |
| Orbilia pleiolentiformis                        | Baral & G. Marson                                                             | 2020           |
| Orbilia pleiomesaverdiana                       | Baral & G. Marson                                                             | 2020           |
| Orbilia pleiomicrosoma                          | Baral & G. Marson                                                             | 2020           |
| Orbilia pleionavajoana                          | Baral & G. Marson                                                             | 2020           |
| Orbilia pleioobtusispora                        | Baral                                                                         | 2020           |
| Orbilia pleioquaestiformis                      | Baral & G. Marson                                                             | 2020           |
| Orbilia pleioserpens                            | Baral & G. Marson                                                             | 2020           |
| Orbilia pleiostomachia                          | Baral                                                                         | 2020           |
| Orbilia pleioungulata                           | Baral, Quijada & R. Tena                                                      | 2020           |
| Orbilia pleiourosperma                          | Baral & G. Marson                                                             | 2020           |
| Orbilia pleiovinosa                             | Baral & G. Marson                                                             | 2020           |
| Orbilia pleiovitalbae                           | Baral                                                                         | 2020           |
| Orbilia pleistoeuonymi                          | Baral & P. Perz                                                               | 2020           |
| Orbilia pleistolilacina                         | Baral, G. Marson & E. Weber                                                   | 2020           |
| Orbilia pleistoobliqua                          | Baral & G. Marson                                                             | 2020           |
| Orbilia pleistosphaera                          | S. Tello & Baral                                                              | 2020           |
| Orbilia pleistovitalbae                         | Baral & G. Marson                                                             | 2020           |
| Orbilia plurilentiformis                        | Baral & G. Marson                                                             | 2020           |
| Orbilia plurililacina                           | Baral, G. Marson & E. Weber                                                   | 2020           |
| Orbilia pluristomachia                          | Baral & G. Marson                                                             | 2020           |
| Orbilia plurivacuolata                          | Baral, G. Marson & E. Weber                                                   | 2020           |
| Orbilia poitevinica                             | Baral                                                                         | 2020           |
| Orbilia polybrocha                              | (Drechsler) Baral, E. Weber & Pfister                                         | 2020           |
| Orbilia polyporacea                             | Velen.                                                                        | 1934           |
| Orbilia polyspora                               | Grelet                                                                        | 1926           |
| Orbilia ponderosae                              | Baral & G. Marson                                                             | 2020           |
| Orbilia prunorum                                | Velen.                                                                        | 1934           |
| Orbilia pseudeuphorbiae                         | Baral, Quijada & Beltran-Tej.                                                 | 2020           |
| Orbilia pseudoaristata                          | Baral & G. Marson                                                             | 2020           |
| Orbilia pseudobrevistipitata                    | (Li Qin, Qiao & Z.F. Yu) Baral & E. Weber                                     | 2015           |
| Orbilia pseudocylindrospora                     | Baral & G. Marson                                                             | 2020           |
| Orbilia pseudoflagellispora                     | Baral & G. Marson                                                             | 2020           |
| Orbilia pseudopolybrocha                        | Z.F. Yu & M. Qiao                                                             | 2020           |
| Orbilia pseudorubella                           | Velen.                                                                        | 1934           |
| Orbilia pubescens                               | Baral & G. Marson                                                             | 2020           |
| Orbilia pulcherrima                             | Velen.                                                                        | 1934           |
| Orbilia purshiae                                | Baral & G. Marson                                                             | 2020           |
| Orbilia puyae                                   | Baral & Priou                                                                 | 2020           |
| Orbilia pyrenaica                               | Baral, J.P. Priou & E. Weber                                                  | 2020           |
| Orbilia pyrifera                                | Velen.                                                                        | 1947           |
| Orbilia quaestiformis (Vraagtekenwasbekertje)   | Baral & G. Marson                                                             | 2020           |
| Orbilia quercus                                 | Bin Liu, Xing Z. Liu & W.Y. Zhuang                                            | 2005           |
| Orbilia quercus-ilicis                          | Baral & E. Weber                                                              | 2020           |
| Orbilia rectispora (Stengelwasbekertje)         | (Boud.) Baral                                                                 | 2006           |
| Orbilia regalis                                 | (Cooke & Ellis) Baral                                                         | 2020           |
| Orbilia rehmii                                  | Baral                                                                         | 2020           |
| Orbilia renispora                               | Y.Y. Shao, Quijada, Baral, Haelew. & Bin Liu                                  | 2018           |
| Orbilia retrusa                                 | (W. Phillips & Plowr.) Sacc.                                                  | 1889           |
| Orbilia rhamni                                  | Baral & Priou                                                                 | 2020           |
| Orbilia rhopalota                               | (Drechsler) Baral & E. Weber                                                  | 2020           |
| Orbilia rosea                                   | (J. Webster & Descals) Baral & E. Weber                                       | 2020           |
| Orbilia rosella                                 | (Rehm) Sacc.                                                                  | 1889           |
| Orbilia roseofuscella                           | Svrček                                                                        | 1987           |
| Orbilia roseohyalina                            | Velen.                                                                        | 1934           |
| Orbilia rubella (Rood sterwasbekertje)          | (Pers.) P. Karst.                                                             | 1871           |
| Orbilia rubrococcinea                           | (Rehm) Sacc.                                                                  | 1889           |
| Orbilia rubrovacuolata (Avondroodwasbekertje)   | Baral, Priou & E. Weber                                                       | 2020           |
| Orbilia saccharifera                            | (Berk.) Baral                                                                 | 2020           |
| Orbilia saguarina                               | Baral & G. Marson                                                             | 2020           |
| Orbilia salicina                                | Velen.                                                                        | 1934           |
| Orbilia sambuci                                 | Velen.                                                                        | 1934           |
| Orbilia sarcobati                               | Baral & G. Marson                                                             | 2020           |
| Orbilia sarothamni                              | Baral                                                                         | 2020           |
| Orbilia sarraziniana (Doorzichtig wasbekertje)  | Boud.                                                                         | 1885           |
| Orbilia scandens                                | Baral & G. Marson                                                             | 2020           |
| Orbilia scaphoides                              | (Peach) E. Weber & Baral                                                      | 2020           |
| Orbilia scolecospora                            | (G.W. Beaton) Baral                                                           | 2006           |
| Orbilia sedonensis                              | Baral & G. Marson                                                             | 2020           |
| Orbilia septispora                              | Baral                                                                         | 1989           |
| Orbilia sericea                                 | Henn.                                                                         | 1905           |
| Orbilia serpentina                              | Pat.                                                                          | 1892           |
| Orbilia siculispora                             | Baral, E. Weber, Friebes & G. Marson                                          | 2020           |
| Orbilia silvatica                               | Velen.                                                                        | 1934           |
| Orbilia sinensis                                | (Z.F. Yu & K.Q. Zhang) Baral, Z.F. Yu & E. Weber                              | 2015           |
| Orbilia sinuosa                                 | Penz. & Sacc.                                                                 | 1902           |
| Orbilia solidaginis                             | Baral                                                                         | 2020           |
| Orbilia somedana                                | Baral & E. Weber                                                              | 2020           |
| Orbilia sonorensis                              | Baral & G. Marson                                                             | 2020           |
| Orbilia spathulata                              | Baral & G. Marson                                                             | 2020           |
| Orbilia spermoides                              | Baral & G. Marson                                                             | 2020           |
| Orbilia sphaerospora                            | Baral & G. Marson                                                             | 2020           |
| Orbilia spinosae                                | Velen.                                                                        | 1934           |
| Orbilia spirillospora                           | Baral & G. Marson                                                             | 2020           |
| Orbilia spirospora                              | Baral & E. Weber                                                              | 2020           |
| Orbilia stansburyanae                           | Baral                                                                         | 2020           |
| Orbilia stilbospora                             | Baral                                                                         | 2020           |
| Orbilia stipitata                               | A.H. Ekanayaka, Zhao & K.D. Hyde                                              | 2018           |
| Orbilia subalbovinosa                           | Baral & G. Marson                                                             | 2020           |
| Orbilia subaristata                             | Baral, G. Marson & Matočec                                                    | 2020           |
| Orbilia subclavuliformis                        | Baral, E. Weber & Priou                                                       | 2020           |
| Orbilia subcryptogena                           | Baral & G. Marson                                                             | 2020           |
| Orbilia subcylindrospora                        | Baral & E. Weber                                                              | 2020           |
| Orbilia subdelphinus                            | Baral                                                                         | 2020           |
| Orbilia suberis                                 | Baral & Galán                                                                 | 2020           |
| Orbilia subfabacearum                           | Baral & G. Marson                                                             | 2020           |
| Orbilia subocellata                             | Baral & E. Weber                                                              | 2020           |
| Orbilia subovoidea                              | Baral, Matočec & E. Weber                                                     | 2020           |
| Orbilia subsiculispora                          | G. Marson & Baral                                                             | 2020           |
| Orbilia subsphaerospora                         | Baral                                                                         | 2020           |
| Orbilia subtrapeziformis                        | Baral, E. Weber & G. Marson                                                   | 2020           |
| Orbilia subuliformis                            | Baral                                                                         | 2020           |
| Orbilia subulivinosa                            | G. Marson, Baral & E. Weber                                                   | 2020           |
| Orbilia subvinosa                               | G. Marson, Baral & E. Weber                                                   | 2020           |
| Orbilia subvitalbae                             | Baral & E. Weber                                                              | 2020           |
| Orbilia succinea                                | (Fr.) Quél.                                                                   | 1886           |
| Orbilia succinella                              | (Sacc.) Sacc.                                                                 | 1889           |
| Orbilia succulenticola                          | Quijada, Baral & Beltrán-Tej.                                                 | 2014           |
| Orbilia tenebricosa                             | (Svrček) Baral                                                                | 2006           |
| Orbilia tenuispora                              | E. Weber, Baral, Hong Y. Su, M.L. Wu, Y.C. Su & Bin Liu                       | 2020           |
| Orbilia tenuissima                              | Speg.                                                                         | 1888           |
| Orbilia terrestris                              | Raitv. & Faizova                                                              | 1983           |
| Orbilia tianmushanensis                         | Baral, Ying Zhang & Z.F. Yu                                                   | 2016           |
| Orbilia tiliacea                                | Velen.                                                                        | 1934           |
| Orbilia tonghaiensis                            | Z.F. Yu, Baral & E. Weber                                                     | 2020           |
| Orbilia trapeziformis                           | Baral & G. Marson                                                             | 2020           |
| Orbilia tremulae                                | Velen.                                                                        | 1934           |
| Orbilia tremuloidis                             | Baral & E. Weber                                                              | 2020           |
| Orbilia triangulispora                          | Baral                                                                         | 2020           |
| Orbilia tricellularia                           | Matsush.                                                                      | 2003           |
| Orbilia tricuspis                               | Velen.                                                                        | 1934           |
| Orbilia trinacriifera                           | Matsush.                                                                      | 1995           |
| Orbilia ulicis                                  | (Chenant.) Trotter                                                            | 1928           |
| Orbilia umbilicata                              | Baral, Y. Zhang bis & K.Q. Zhang                                              | 2009           |
| Orbilia ungulata                                | Baral, G. Marson & Matočec                                                    | 2020           |
| Orbilia urosperma                               | Baral & G. Marson                                                             | 2020           |
| Orbilia uvispora                                | Mouton                                                                        | 1900           |
| Orbilia vacini                                  | Velen.                                                                        | 1947           |
| Orbilia velutina                                | Baral & G. Marson                                                             | 2020           |
| Orbilia veratri                                 | Velen.                                                                        | 1934           |
| Orbilia vermiculati                             | Baral & G. Marson                                                             | 2020           |
| Orbilia vermiformis                             | Baral, Z.F. Yu & K.Q. Zhang                                                   | 2007           |
| Orbilia verrucosa                               | Velen.                                                                        | 1934           |
| Orbilia vestimenti                              | Velen.                                                                        | 1934           |
| Orbilia vibrioides                              | Baral, Priou & G. Marson                                                      | 2020           |
| Orbilia vinosa (Langsporig wasbekertje)         | (Alb. & Schwein.) P. Karst.                                                   | 1871           |
| Orbilia vitalbae                                | Rehm                                                                          | 1923           |
| Orbilia wannerooensis                           | Baral & G. Marson                                                             | 2020           |
| Orbilia xanthoflexa                             | Baral, Pfister & Healy                                                        | 2020           |
| Orbilia xanthoguttulata                         | Baral                                                                         | 2014           |
| Orbilia xanthostigma (Niersporig wasbekertje)   | (Fr.) Fr.                                                                     | 1849           |
| Orbilia xinjiangensis                           | (J. Chen, L.L. Xu, B. Liu & Xing Z. Liu) E. Weber, Baral & Helleman           | 2020           |
| Orbilia yuanensis                               | Baral, Z.F. Yu & Hong Y. Su                                                   | 2015           |
| Orbilia yuccae                                  | Baral & G. Marson                                                             | 2020           |
| Orbilia yunnanensis                             | (Z.F. Yu & K.Q. Zhang) Bin Liu, E. Weber & Baral                              | 2020           |
| Orbilia zhongdianensis                          | (J. Zhang & K.Q. Zhang) Baral, E. Weber & M. Bemmann                          | 2020           |